# 算置

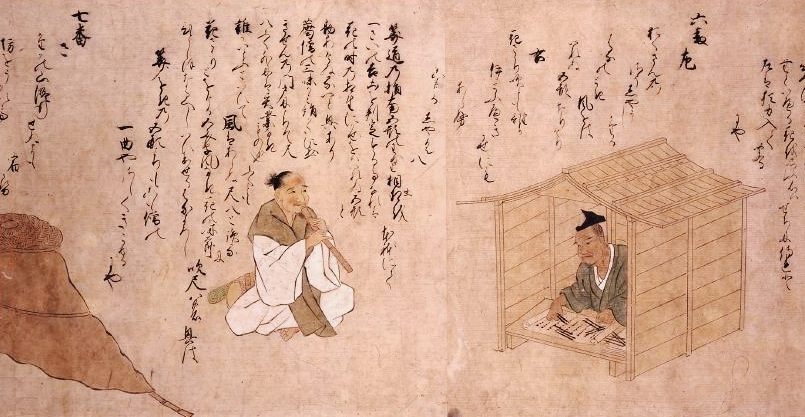
算をき（算置、右）、こも僧（薦僧、左）の歌合（『三十二番職人歌合』、1494年）。

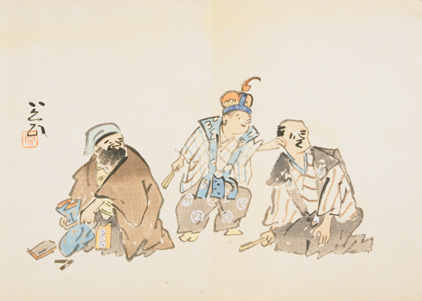
狂言『井杭』（伊勢門水、1900年前後）に登場する算置。八卦本・算木の入った算袋を手にしている。

算置・算置き（さんおき）は、中世・近世（12世紀 - 19世紀）の日本に存在した占いの手法であり、およびそれを行う者とその職能である。陰陽師・易博士に比して、占師としては下層であり、街頭で声を上げて客を引き、算木を使用して占いを行った一種の芸能者である。。占屋算（うらやさん）、占い算（うらないさん）、占置（うらおき）、見通（みとおし）ともいう。能狂言『居杭』の登場人物（アド）「算置」（さんのき）として知られる。

## 略歴・概要
日本の歴史上、「算置」に相当する職能の人物が登場したのは比較的早く、822年（弘仁13年）ころに成立したといわれる『日本国現報善悪霊異記』（通称『日本霊異記』）には、奈良時代（8世紀）の平城京に、すでに「相八卦読」（そうはっけよみ）が存在した旨の記述がある

中世後期（15世紀 - 16世紀）には、「算置」の名称が定着し、法師（僧房を持たない僧）、あるいは山伏の衣裳を着て、街頭で「占屋算、占の御用」（うらやさん、うらのごよう）と大声を上げて流し歩き、客を得ては、算木を使用した陰陽道系統の占い（算術・算道）を行って、金銭を得た。狂言『居杭』の古名とされる『カクレミノ』が15世紀半ばの1464年に『糺河原勧進猿楽日記』に記載されており、能の世界ではすでに「算置」はからかわれる対象として描かれている。「算置」が占う行為を「算を置く」（さんをおく）といい、「算を置く」ことの名詞形が「算置き」「算置」である。『居杭』において「算置」は、不思議な頭巾を用いて姿を消した少年・居杭の居場所を算木を使用した「算術」によって、ピタリと言い当てる。『居杭』にみられる「算置」は、燕尾頭巾を冠りヒゲを生やし、八卦本・算木の入った算袋を携帯している。
15世紀末の1494年（明応3年）に編纂された『三十二番職人歌合』の冒頭には、「いやしき身なる者」として、「こも僧」（薦僧）とともに「算をき」として紹介され、描かれている。この歌合に載せられた歌は、
- 置く算の相生したる花の時風をばいれぬ五形なりけり
- 輿ほどの仮屋のうちに身をおける算所の者の恨めしの世や

というもので、「算置」が街頭での仕事場所として、輿程度の大きさしかない小型の小屋を仮に建てている姿の絵とともに、この職業を描写している。「算所」は「散所」にかけた語であるとされ、今泉篤男はこの「算置」を、散所声聞師であったのだろうとしている。
1682年（天和2年）の井原西鶴『好色一代男』には、「安倍の外記といへる世界見通しの算置きが申せしは」（「安倍の外記という世界を占う算置が言ったのは」）というフレーズがある。1700年（元禄13年）の『続狂言記』に掲載された『居杭』には、「占い算、占の御用、しかも上手」という算置の客寄せの掛け声が引用されており、これは1792年（寛政4年）の大蔵虎寛の編纂による『居杭』では、「占屋算、占の御用、しかも上手」となっている。『居杭』での「算置」は、「是へ算置きが参る。一算置かせうと存ずる」（「ここへ算置が来る。ひとつ占わせようと思う」）として登場し、「算置」の占いの姿が演じられている。1712年（正徳2年7月）の近松門左衛門の人形浄瑠璃『嫗山姥』では、「神子山伏に占屋算」（「巫女、山伏に算置」）と、当時の街頭に立つ怪しい人物を列挙している。グレゴリオ暦1693年7月19日（元禄6年旧暦6月17日）付の「江戸の人口」が『正宝事録』に記録されているが、このとき35万3,588人としたその人口の計算対象から、陰陽師・言触・山伏・願人・座頭・瞽女・道心等とともに「算置」も除外された。
江戸時代後期（18世紀 - 19世紀）に入ると、上記のように「算置」の語もつづくが、むしろ「八卦見」（はっけみ）、「八卦置」（はっけおき）と呼ばれるようになる。1803年（享和3年）、山東京伝が黄表紙『裡家算見通坐敷』（うらやさんみとおしざしき）を上梓している。
辻占は、吉凶判断の原理が「算置」とは異なり、別物である。